# Tele2 TV
Tele2 TV (Tele2Vision AB 2004-2007, Kabelvision AB -2004) var ett namn på Tele2:s kabel-TV som startades 1996. Tele2 TV hade 280 000 anslutna kunder, cirka 12 procent av kabel-TV-marknaden i Sverige. Företaget sände enbart analogt tidigare, men påbörjade 2005 övergången till digital-TV och triple-play. Sedan juni 2015 har fasta tjänster levererade via kabel-tv och fiber-lan överlåtits till Telenor.